# Charles Aubras
Charles Aubras var en fransk bågskytt. Han deltog vid olympiska sommarspelen 1908.